# Kaffeetrichter

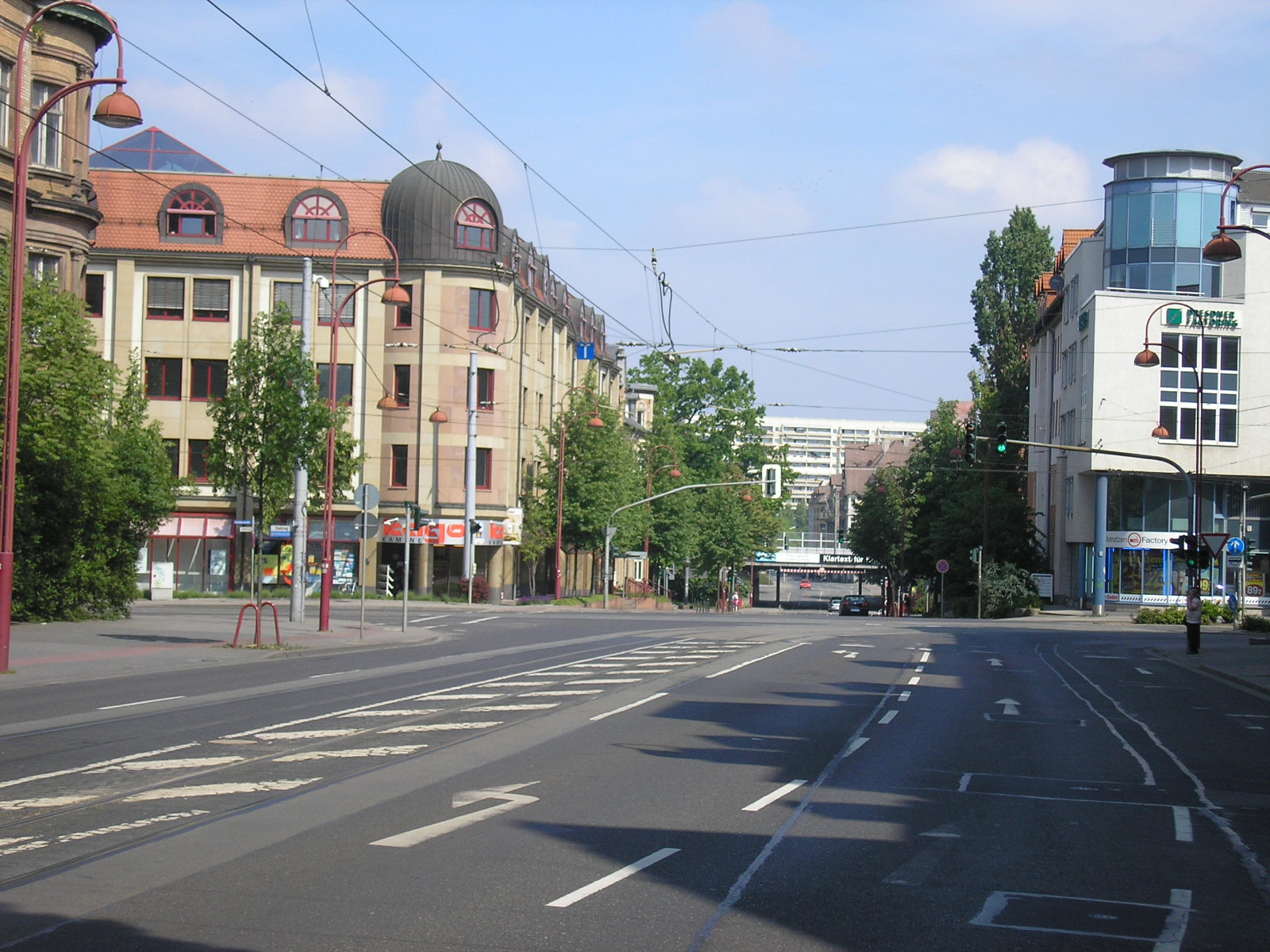
Blick von der Arnstädter Straße auf den Kaffeetrichter

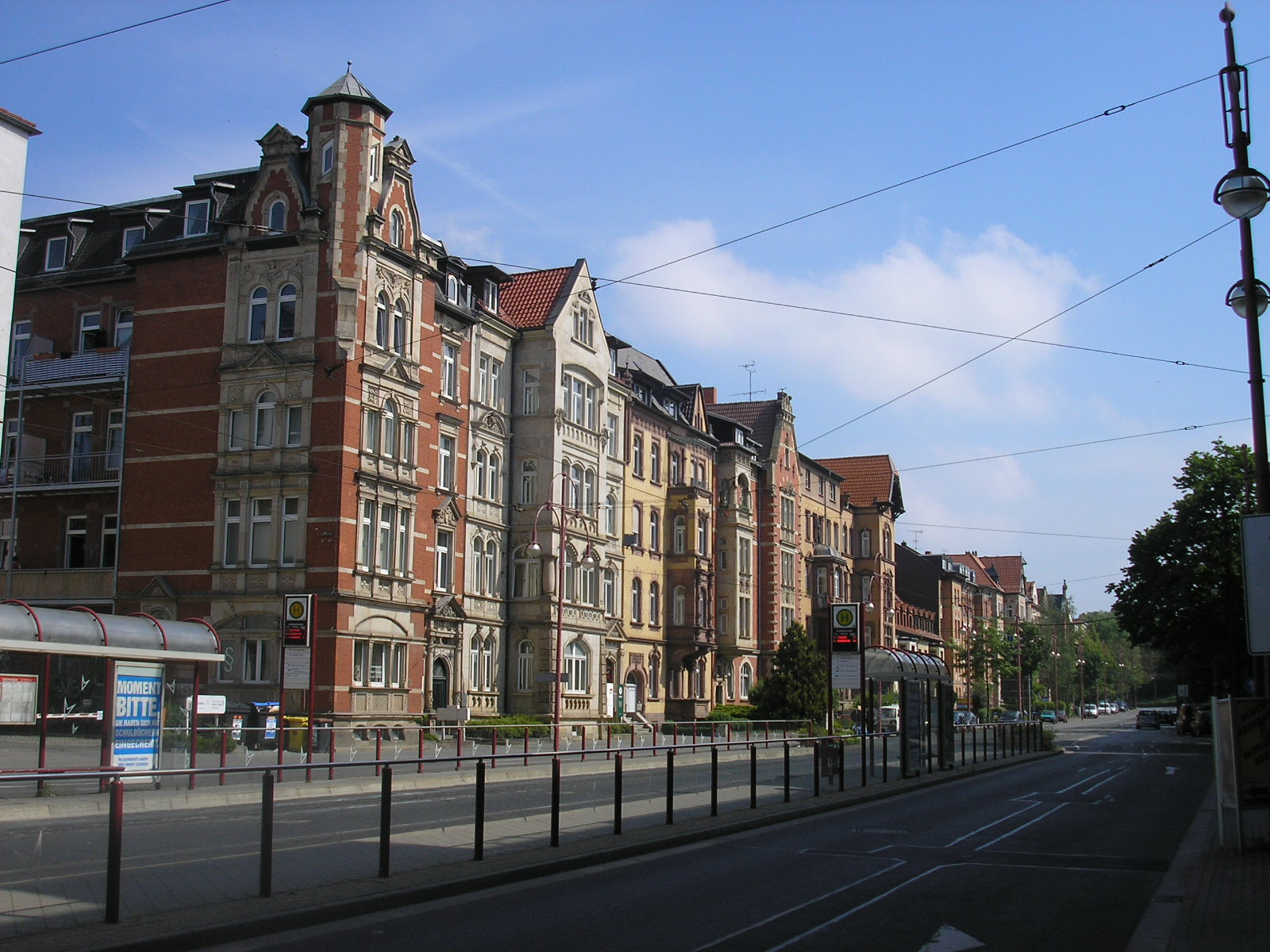
Schillerstraße und Haltestelle Kaffeetrichter

Der Kaffeetrichter ist ein befahrbarer Straßenplatz und wichtiger Knotenpunkt für innerstädtischen Verkehr im Süden der thüringischen Landeshauptstadt Erfurt.
Der Kaffeetrichter zwischen der Einfallstraße von Süden (ehem. B 4 aus Arnstadt/Nürnberg) und dem Erfurter Stadtring. Vom Platz führen vier Straßen weg. Nach Osten und Westen führt die Schillerstraße, nach Norden ins Stadtzentrum führt die Löberstraße und nach Süden die Arnstädter Straße aus der Stadt heraus. Einst befand sich nahe dem Kaffeetrichter das historische Löbertor mit der südlich gelegenen Löbervorstadt, deren Zentrum heute der Platz ist. Die Architektur seiner Randbebauung ist gründerzeitlich geprägt, da das Viertel um 1875 entstand. Über den Platz führen die Linien 1 und 6 der Erfurter Straßenbahn, die hier eine nach dem Platz benannte Haltestelle besitzen. Früher führten über den Kaffeetrichter die B 4 Arnstadt–Erfurt–Nordhausen und die B 7 Weimar–Erfurt–Gotha (heute: K35 und K 16), die in den 2000ern durch Autobahnen ersetzt wurden, sodass er heute nur noch Bedeutung für den innerstädtischen Verkehr besitzt.
Der Platz ist ebenfalls Knotenpunkt der Kanalisationsanlagen, Wasser-, Telefon- und Gasversorgung für die südlich gelegenen Bebauungsgebiete. Nördlich des Kaffeetrichters verläuft der Flutgraben und eine Bahntrasse.

## Café Trichter

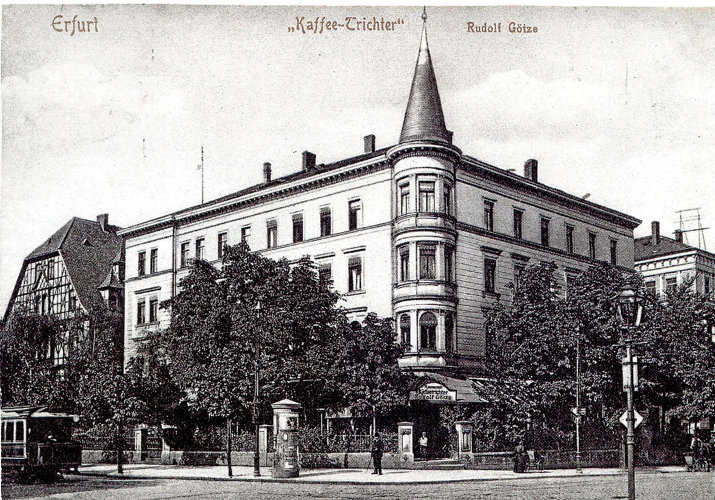
Das ehemalige Café Trichter vor seiner Zerstörung

Seinen außergewöhnlichen Namen erhielt der Platz von einem ehemaligen Café, das einem Herrn Trichter gehört haben soll. Bei der Durchsicht aller Adressbücher seit Errichtung des Hauses findet sich ein solcher Name jedoch nicht. Es ist viel eher zu vermuten, dass der Name dem Erfurter Volkswitz zu verdanken ist, der in dem markanten Turmhelm einen Kaffeetrichter sah und dies auf das Restaurant übertrug. Die Beliebtheit dieses Cafés rührte auch von dem eingänglichen Namen her und von dem Umstand, dass es eine leicht zu erreichende Station auf Spaziergängen in den Erfurter Steigerwald war. Das historische Caféhaus hatte eine für damalige Verhältnisse ungewöhnliche stufige Architektur, wobei die Stufen als Terrassen für Gäste nutzbar waren. 1937 wurde das Café von der Steigerbrauerei AG übernommen.
Koordinaten: 50° 58′ 5″ N, 11° 1′ 54″ O